# 영동 두평리 오층석탑
영동 두평리 오층석탑은 대한민국 충청북도 영동군 양강면 두평리에 있는 오층석탑이다. 1996년 4월 15일 영동군의 향토유적 제4호로 지정되었다.

## 개요
1989년 10월 1일 지하에 매몰된 5층 석탑의 옥개석 발굴로 귀중한 탑파의 연구 자료로 그 빛을 더하게 될 것으로 기대되는 탑이다. 모형으로 보아 신라 말에서 고려 초의 것으로 보이며, 옛날 이곳은 풍곡사라는 사찰이 있었다고 한다. 조선 초 배불숭유 정책에 따라 유교의 보급과 치도의 이념 확대를 위해서 많은 사찰을 폐하여 향교나 유학 진흥에 이용하도록 하였으며, 또한 이 곳에 자풍서당이 있는 것으로 보아 폐사된 것으로 추측된다.

## 같이 보기
- 자풍서당

## 참고 자료
- 두평리 5층 석탑[깨진 링크(과거 내용 찾기)] - 영동문화재소개